# Paul Grimault
Paul Grimault, född 23 mars 1905 i Neuilly-sur-Seine, död 29 mars 1994, var en fransk regissör av animerad film. Hans mest kända verk är kortfilmen Le petit soldat från 1947 och långfilmen Fågeln och tyrannen från 1980, båda gjorda i samarbete med manusförfattaren Jacques Prévert. Grimault hör till de mest inflytelserika inom fransk animation.

## Liv och gärning
Paul Grimault arbetade som möbelritare och reklamtecknare innan han lärde känna dramatikern Jean Anouilh och manusförfattaren Jacques Prévert och därigenom kom in i filmbranschen. På 1930-talet gjorde han några modernistiska animerade kortfilmer. Han gjorde en rad berättande kortfilmer under 1940-talet. Den mest renommerade av dessa är Le petit soldat från 1947, efter H.C. Andersens saga "Den ståndaktige tennsoldaten", som gjordes i samarbete med Prévert.
År 1948 tog sig Grimault och Prévert an sitt mest ambitiösa projekt, en långfilm efter Andersens "Herdinnan och sotaren". De arbetade med projektet i flera år, men efter en dispyt med producenten André Sarrut fick de sparken. En version av filmen, med flera förändringar som de misstyckte till, hade premiär 1952 som La bergère et le ramoneur ("herdinnan och sotaren"). Grimault kämpade därefter under många år för att få rättigheterna till filmen. Detta lyckades 1977, och Grimault kunde omarbeta filmen, lägga till 20 minuter av nytt material, och lät den nya versionen ha premiär 1980. I Sverige fick den titeln Fågeln och tyrannen, medan den franska ursprungstiteln är Le roi et l'oiseau ("kungen och fågeln"). Filmen fick ett mycket positivt mottagande och tilldelades Louis Delluc-priset.
Grimaults filmer har haft stort inflytande på fransk animerad film. Hans fokus på hantverk och detaljer har ställts i kontrast till Hollywoods animationsindustri. Den typiska Grimaultfilmen använder ett lekfullt och poetiskt bildspråk och är på samma gång satirisk och känslosam. Han tilldelades Heders-César 1989.

## Filmografi
- Phénomènes électriques (1937)
- L'ile déserte (1938)
- Le messager de la lumière (1938)
- Sain et sauf (1938)
- Le marchand de notes (1942)
- Les passagers de la Grande Ourse (1942)
- L'épouvantail (1943)
- Le voleur de paratonnerres (1944)
- La flûte magique (1946)
- Le petit soldat (1947)
- Un maître coq (1951)
- La bergère et le ramoneur (1952)
- Pierres oubliées (1952)
- Les preuves par le feu (1953)
- Le petit col (1954)
- Les beaux jours de fête (1955)
- Enrico cuisinier (1956)
- La faim du monde = La faim dans le monde (1957)
- Fidélité (1959)
- Le diamant (1969)
- Chien mélomane (1973)
- Fågeln och tyrannen (Le roi et l'oiseau) (1980)
- Det magiska bordet (La table tournante) (1988) – antologi med tidigare kortfilmer